# Província de Campobasso
La província de Campobasso  és una província que forma part de la regió de Molise dins Itàlia. La seva capital és Campobasso.
Banyada al nord-est pel mar Adriàtic, limita al nord amb els Abruços (província de Chieti), al sud-est amb la Pulla (província de Foggia), al sud amb la Campània (províncies de Benevent i Caserta), i a l'oest amb la província d'Isernia.
Té una àrea de 2.925,41 km², i una població total de 224.928 hab. (2016). Hi ha 84 municipis a la província.